# Шахта Бонифациус
Шахта Бонифациус (нем. Zeche Bonifacius) — ныне недействующая каменноугольная шахта в районе Край города Эссен (земля Северный Рейн-Вестфалия).

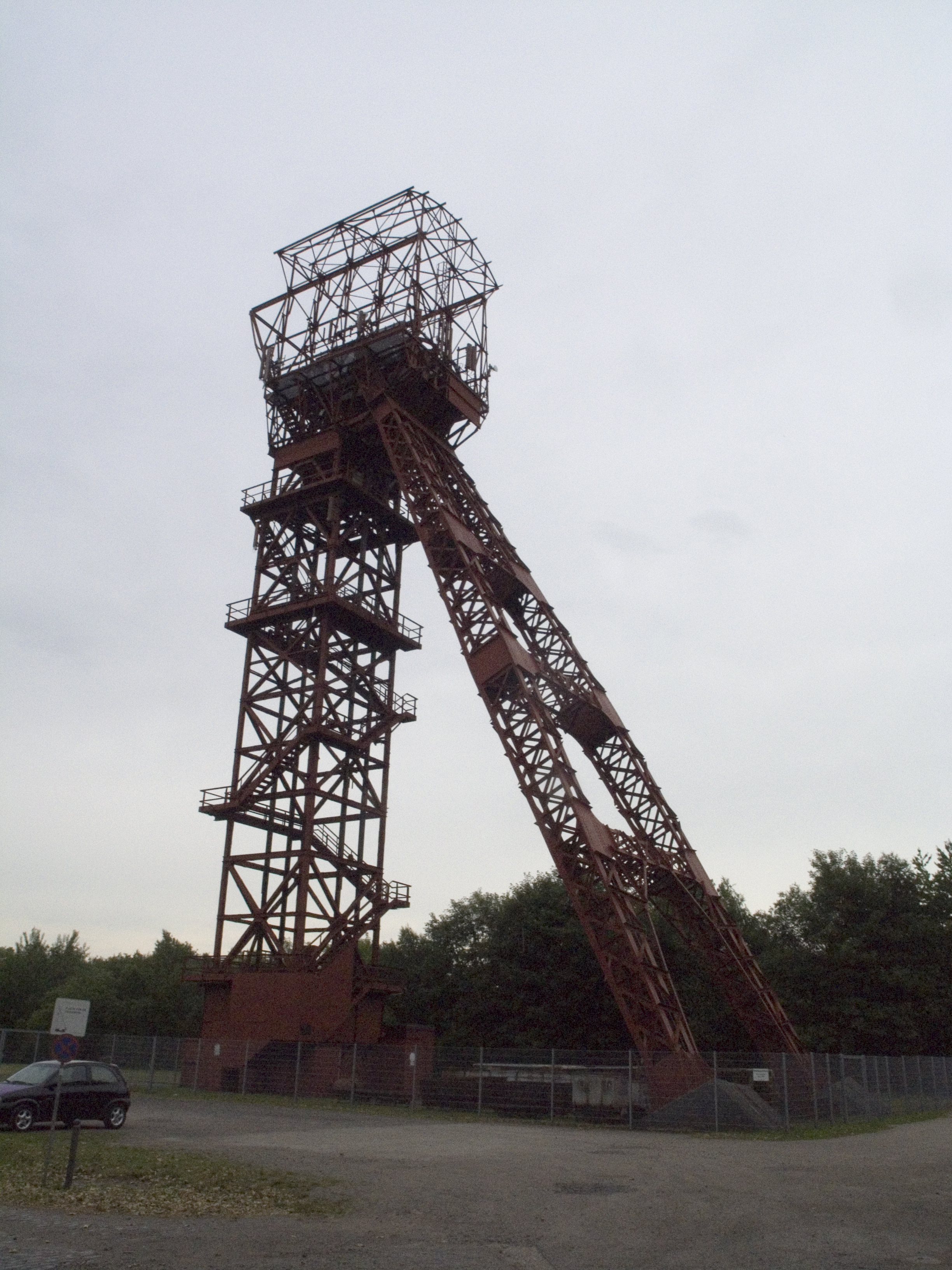
Шахтный эксплуатационный копёр шахты № 1

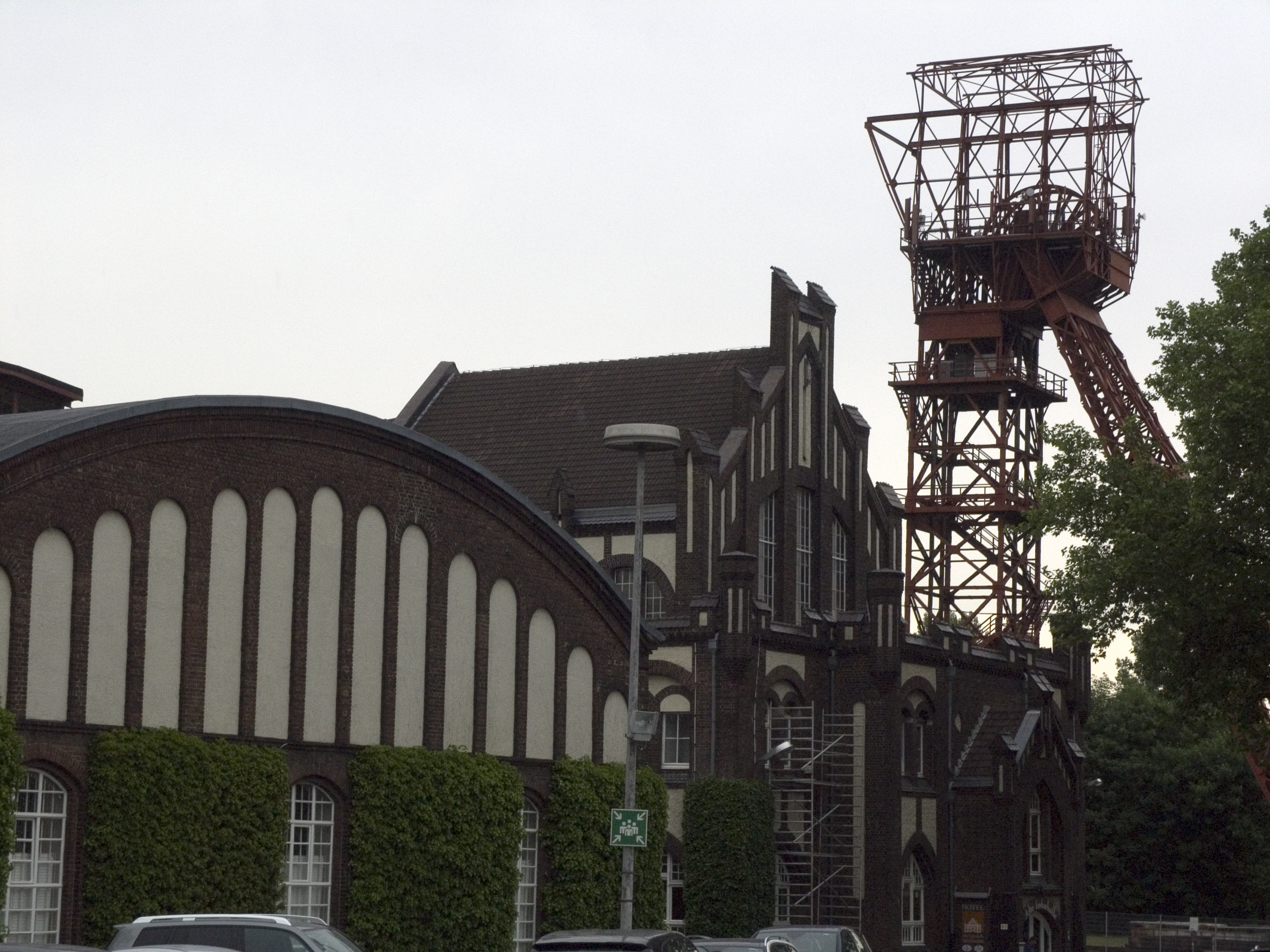
Шахта Бонифациус (2013 год)

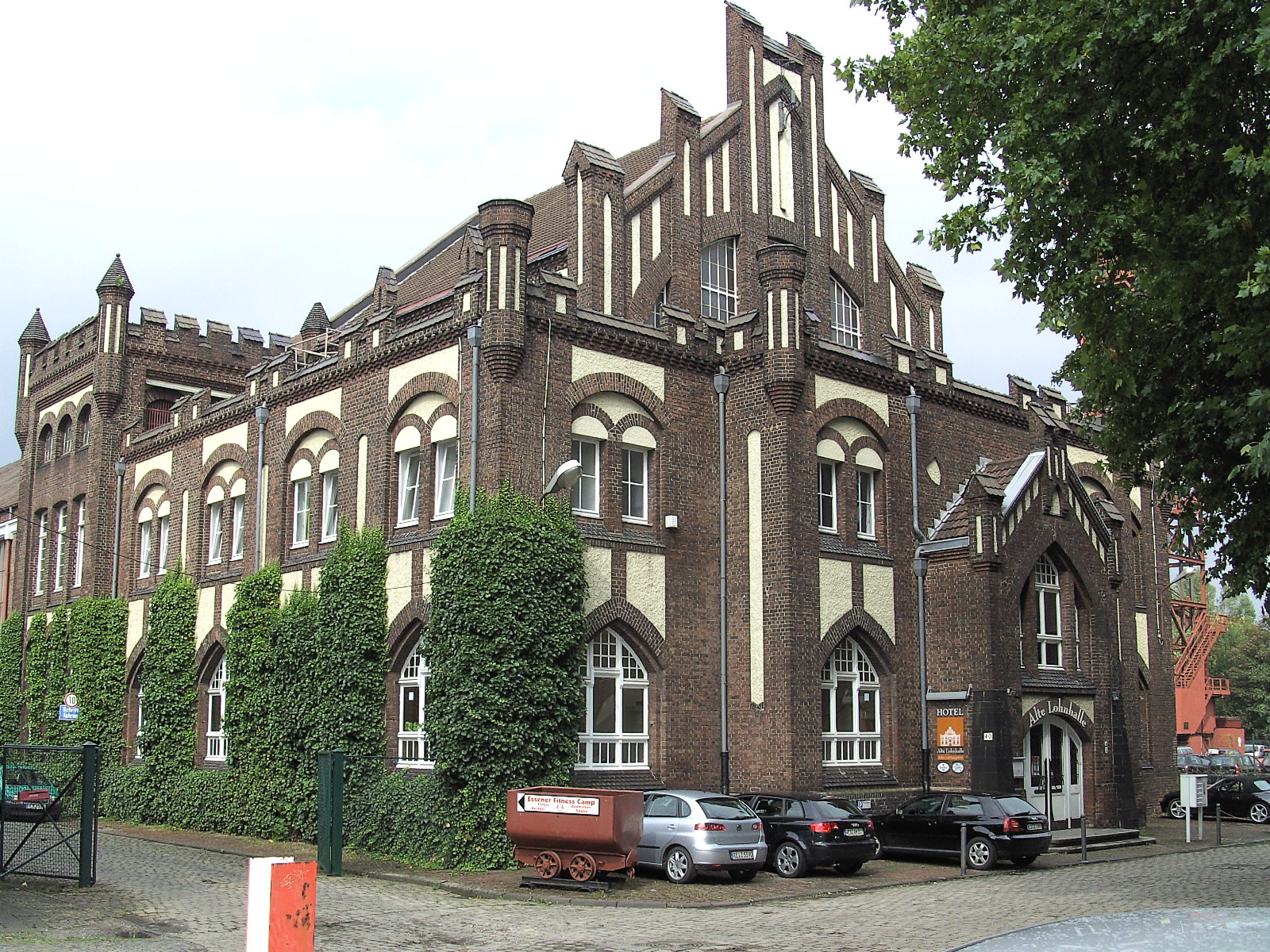
Административные здания

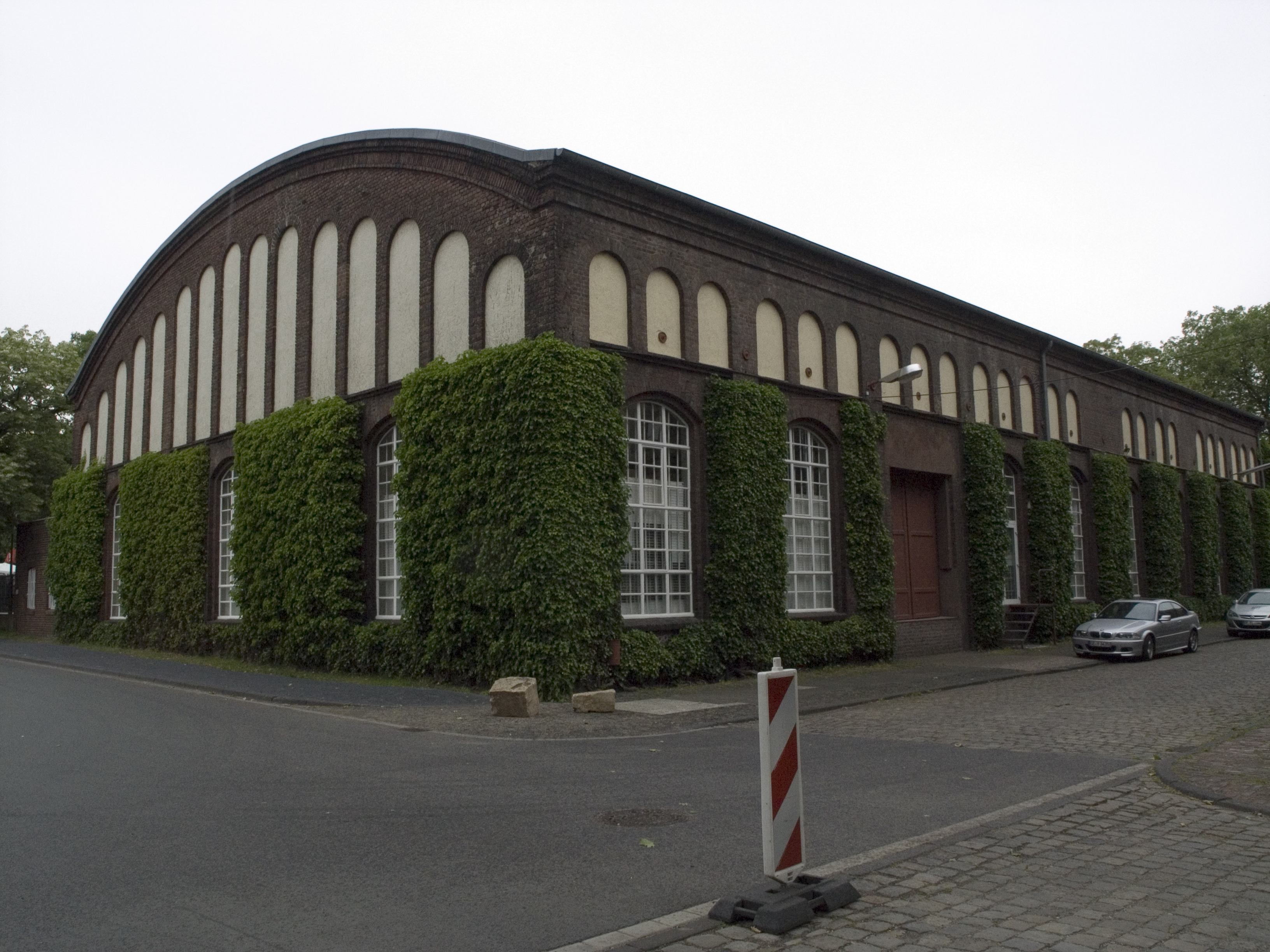
Машинный зал

## История
В 1851 году произошла консолидация двух горнодобывающих предприятий в поселках Край (теперь район города Эссен) и Роттхаузен (сейчас район города Гельзенкирхен) в одну добывающую компанию «Gewerkschaft Ver. Bonifacius». В 1857 году начались работы по прокладке шахтного ствола, а в 1861 году были установлены механизмы шахтного подъема. В 1866 году к шахте была подтянута железнодорожная ветка. К 1870 году на шахте трудятся около 600 работников, а ежегодная добыча угля составляет 188 000 тонн.
В 1872 году компания «Gewerkschaft Ver. Bonifacius» преобразуется в открытое акционерное общество. С 1872 по 1878 год сооружается шахта № 2, а в 1887 году открывается коксовый завод. В конце XIX века на шахту выпал ряд несчастных событий — в 1897 году обрушился шахтный ствол шахты № 2, а в 1899 — году возник пожар в шахте № 1. Эти события нанесли тяжелый удар по финансовому благополучию акционерного общества и в первую очередь главного акционера — компании 
«Gelsenkirchener Bergwerks-AG». Тем не менее с 1900 года шахта восстанавливает свою работу и даже расширяется, при этом открывается шахта № 3.
В 1926 году «Gelsenkirchener Bergwerks-AG» входит в состав ново созданного объединения «Vereinigte Stahlwerke AG», что изменило направление развития предприятия. Так в 1931 году был выведен из эксплуатации коксовый завод. Планы о закрытии самой шахты осуществлены не были, так как оставался ещё большой неразработанный пласт угля. К началу второй мировой войны на шахте работало около 2 800 человек, а ежегодная добыча угля достигает 1,3 млн тонн.
Во время войны многие наземные сооружения шахты были разрушены и в 1945 году она временно прекратила функционирование. Работа шахты была постепенно возобновлена в 1947—1952 годах. Открываются новые шахты № 4 и № 5. Количество работников достигает 2 600 человек, а ежегодная добыча — 1 млн тонн.
В начале 1980-х годов принимается решение о полном закрытии шахты. Сооружения шахты № 1 были сохранены для туристического использования.
Шахта Бонифациус является тематическим пунктом регионального проекта «Путь индустриальной культуры» Рурского региона.